# Trebeše
Trebeše so naselje vaškega tipa v Slovenski Istri, ki upravno spada pod Mestno občino Koper. 
Trebeše so gručasta vas v jugovzhodnem delu Šavrinskega gričevja, na južnem robu slemena nad grapo potoka Stranice, okoli 20 km od Kopra. Na vzpetini nad vasjo je zaselek Kozloviči, ob cesti Gračišče-Gradin pa zaselek Pičurji.
Dostop je po cesti, ki povezuje Gračišče in Gradin. Tradicionalne stavbe v vasi so večinoma grajene iz kamna, novejše hiše pa iz sodobnih materialov. V vasi stoji podružnična cerkev sv. Martina, nad vasjo, na sredi poti proti naselju Butari, pa lovska koča.

### Znamenitosti
- Slap pod Trebešami velja za najvišji slap v slovenskem delu Istre.